# Втікач (фільм, 1933)
«Втікач» (англ. The Fugitive) — вестерн 1933 року режисера Гаррі Л. Фрейзера з Рексом Беллом, Сесілією Паркер та Бобом Кортманом у головних ролях. 

## Сюжет
Ковбой, помилково звинувачений у злочині, тікає від праоохоронців, та паралельно намагається очистити своє добре ім'я.

## У ролях
- Рекс Белл — Джо Кін
- Сесілія Паркер — Джорджія Стівенс
- Боб Кортман — Датч Волтон
- Джордж «Габбі» Гейес —  суддя Тайлер
- Том Лондон —  Форман
- Гордон де Мейн — Ніколсон
- Теодор Лорч — Паркер
- Ерл Двайр — Спайк
- Джордж Неш — Канзас

## Зовнішні посилання
- Втікач на сайті IMDb (англ.)